# Бурзеровые
Бурзеровые (лат. Burseraceae) — семейство двудольных цветковых растений, входящее в порядок Сапиндоцветные, состоящее из 18 родов и около 650 видов. Виды семейства произрастают в тропических областях Азии, Африки и Америки. Среди представителей семейства встречаются как деревья, так и кустарники. 
Члены семейства характеризуются осыпающейся ароматической корой и выделяемыми ими неаллергенными смолами (ладан, мирра и др.)

## Трибы, подтрибы и роды
триба Bursereae,
- подтриба Burserinae
  - Bursera Jacq. ex L. — Бурзера
  - Commiphora Jacq., 1797 — Коммифора

- подтриба Boswelliinae
  - Aucoumea Pierre
  - Beiselia Forman
  - Boswellia Roxb. ex Colebr., 1807 — Босвеллия
  - Garuga Roxb.
  - Triomma Hook.f.

триба Canarieae
- Canarium L., 1759 — Канариум
- Dacryodes Vahl — Дакриодес
- Haplolobus H.J.Lam
- Pseudodacryodes Pierlot
- Rosselia Forman et al.
- Santiria Blume
- Scutinanthe Thwaites
- Trattinnickia Willd.

триба Protieae
- Crepidospermum Hook.f.
- Protium Burm.f.
- Tetragastris Gaertn.